# Serbiska enklaver i Kosovo

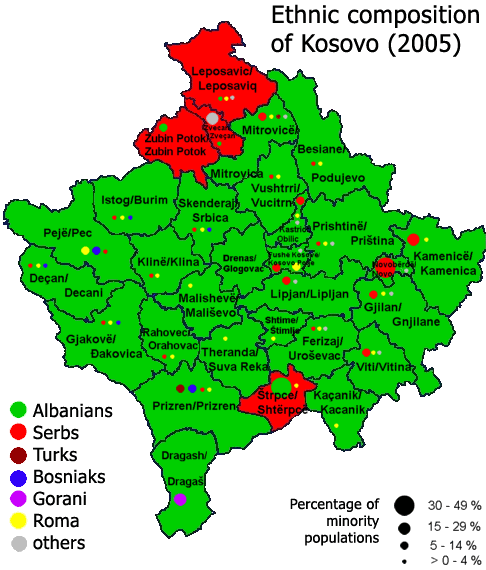
Etnisk sammansättning i Kosovo 2005. Röda områden markerar serbiska enklaver.

Serbiska enklaver i Kosovo är de områden i Kosovo där cirka 50 % av de boende är av serbiskt ursprung. 

## Enklaver
- Koloshini i ibrit runt norra Mitrovica, Leposaviq, Zubin Potok och Zveçan (enklaven är känd som Nordkosovo)
- Sirinićka Župa med ett nav i Štrpce
- Novo Brdo
- Anamorava runt Gjilane och Kamenica (området kallas även Kosovsko Pomoravlje) med de serbiska byarna Cernica, Parteš och Pasjane
- Prilužje
- Graçanica med Susica, Novi Badovac, Laplje Selo, Preoce, Çagllavica, Ugljare, Dobrotin, Donja Gusterica, Gornja Gusterica, Livadje, Batuse, Radevo, Suvi Do, Skulanovo, Lepina och Kisnica
- Goraždevac
- Biča
- Velika Hoča

Serberna utgör hälften av Klokot. Mindre serbiska grupper bor i Prizren, Gjilane och Obiliq.
År 2008 grundades Community Assembly of Kosovo and Metohija för att samordna den serbiska minoritetens intressen i Kosovo.